# Vincent Le Quellec
Vincent Le Quellec (ur. 8 lutego 1975 w Lannion) – francuski kolarz torowy, dwukrotny medalista mistrzostw świata.

## Kariera
Pierwszy sukces w karierze Vincent Le Quellec odniósł w 1995 roku, kiedy został wicemistrzem kraju w sprincie indywidualnym. Już dwa lata później wystartował na mistrzostwach świata w Perth, gdzie wspólnie z Florianem Rousseau i Arnaudem Tournantem wywalczył złoty medal w sprincie drużynowym. W tym samym składzie drużyna francuska zwyciężyła również podczas mistrzostw świata w Bordeaux w 1998 roku. Ponadto Le Quellec wygrywał także zawody Pucharu Świata w 1999 roku, zarówno indywidualnie jak i drużynowo, a w 2001 roku był mistrzem Francji w keirinie.